# Augusto Barrera
Adrián Augusto Barrera Guarderas (Quito, 11 december 1961) is een Ecuadoraans politicus. Hoewel hij studeerde voor arts en hiervoor ook slaagde, was hij tussen 31 juli 2009 en februari 2014 de burgemeester van de Ecuadoraanse hoofdstad Quito. Hij stelde zich kandidaat om zichzelf op te volgen, maar werd tijdens de gemeenteraadsverkiezingen van februari 2014 verslagen door Mauricio Rodas Espinel. Barrera is lid van de politieke partij Alianza PAIS.